# 中国性科学
《中国性科学》是一份由中国性学会主办，中国大陸唯一以性学研究为重点的学术期刊，創刊於1992年，內容以性学方面的论文为主。現任主编是张大庆。
根據《中國期刊引證報告》，在2015年，《中国性科学》的影響因子為1.394。其亦已列入「中国科技论文统计源核心期刊」和中國「国家级学术期刊」。

## 外部連結
- 《中国性科学》网站（页面存档备份，存于）